# معركة بقعاء
معركة بقعاء هي معركة كبيرة جرت في منطقة بقعاء في جمادى الأول سنة 1257 هـ/ يوليو 1841 بين أهالي القصيم وحلفاءهم من الدهامشة من عنزة وبين جيش إمارة ابن رشيد ومعه قبائل بني سالم من قبيلة حرب بقيادة ثواب بن نحيت، حيث انهزم أهل القصيم هزيمة شنيعة وقتل كثير منهم في شدة الحر والعطش والبعد عن بلدهم، خاصة أهل عنيزة حيث قتل أميرهم يحيى السليم ورجال كثيرون معه وهم مشاة في أرض فلاة بعد أن هرب البعض بالإبل وتركتهم قبيلة عنزة بعد أن كانوا حلفاءهم في وجه ابن رشيد غير متوقعين ما سيحصل لمن ثبت وصبر منهم، وعلى رأس الذين بقوا وحدهم دون ركايب يحيى السليم أمير عنيزة ومن معه ليكونوا ضحايا المذبحة، استجار يحيى السليم بـعبد الله بن علي الرشيد أمير حائل لكنه خذله فقتله، أما عبد العزيز بن محمد بن عبد الله آل حسن أمير بريدة من إمارة آل أبو عليان فقد هرب مع من تمكنوا من الفرار.

## الخلفية
بعد نقل الإمام فيصل بن تركي إلى مصر في 1254هـ/1838م أرجف بأن الدولة السعودية الثانية لن تقوم لها قائمة، وقد انتهت برحيل الإمام فيصل الذي رحل من نجد قهرًا عنه وأبقي في مصر. فاختل توازن عبد الله بن رشيد لأن فيصل كان يحمي ظهره من الخارج، فاجتمع أهل القصيم أو من يمثلون أكثريتهم وهم أهل بريدة ومن يتبعونها من سائر القصيم الذين رئيسهم جميعًا عبد العزيز بن محمد آل أبو عليان وأهل عنيزة الذين رئيسهم أميرها ابن سليم على أن يكونوا يدًا واحدة على من يحاربهم، وكان أهم من في أذهانهم هو عبد الله آل رشيد في حائل. فأضحت القصيم مشكلة عند ابن رشيد، حيث لجأ إلى بريدة آل علي حكام جبل شمر السابقين، وحاول عبد الله بن رشيد في سنة 1254هـ/1838م أن ينال من أحد زعماء آل علي في البلدة، ولكنه فشل، فخرج أمير بريدة عبد العزيز آل عليان فقتل ستة من رجال ابن رشيد وأخذ الكثير مما معهم من سلاح وركائب. فرد ابن رشيد على ذلك فأخذ إبلا لأهل بريدة.

## البداية
في منتصف 1256هـ/ 1840م قدم ابن رشيد من حائل إلى الأمير خالد بن سعود في شقرا ومعه أكثر من مئتين فارس من أهل الجبل، وسار معه إلى الرياض. ثم قدم عليه في الرياض أمير بريدة عبد العزيز بن محمد، فجرى بينه وبين أمير الجبل نزاع من أجل إبل أخذها ابن رشيد على أهل بريدة، وما وقع من عبد العزيز عليه من الأخذ لما رحل من عند الباشا في عنيزة، وبعدها ارتحل كل من ابن رشيد والعليان إلى بلديهما. وبعد عودتهما أغار غازي ابن ضبيان شيخ المحلف من الدهامشة من قبيلة عنزة على ابن طوالة من شمر وهم نازلون في الشعيبات الماء المعروف في أرض الجبل سنة 1257هـ/1841م، فأخذ إبلًا وأغنامًا لأهل حائل، وكان ابن ضبيان هذا من حلفاء بريدة، فأغار عبدالله بن رشيد رئيس الجبل على غازي فأخذ منه إبلًا كثيرةً، فغضب لهم عبد العزيز العليان أمير بريدة؛ لأن غازي من أهل القصيم، وقد اتفق أهل القصيم فيما بينهم لمحاربة كلِّ من يقصدهم بعداوة مهما كان، فنادى أميري بريدة وعنيزة في حرب ابن رشيد. فوصل ذلك الأمر إلى قاضي بريدة الشيخ سليمان المقبل، فأراد أن يعلن رفضه واستنكاره غزو حائل على ذلك علانية، فلما كان يوم الجمعة قال الشيخ ابن مقبل في الخطبة على المنبر:الفتنة راقدة الفتنة راقدة الفتنة راقدة، لعن الله من أوقظها، ولو بغى جبل على جبل لجعل الله الباغي منهما دكًا. وكل ذلك والأمير يسمع. فلما انتهت الصلاة مر الأمير على منزل الشيخ القاضي فجلس عنده يشرب القهوة، ثم قال له الأمير: ياشيخ أظنك تعنينا بعدم غزو حائل. فقال له الشيخ: نعم، فضرب عبد العزيز بن محمد بيده على ساقه وقال وهو يشير إلى قدمه: والله إن هذه ستقف بسوق حائل. فقال له الشيخ ابن مقبل: قل إن شاء الله. فقال الرواة: فلم يسمع الحاضرون أنه قالها.
اجتمع مع أميري بريدة وعنيزة أهالي المدينتين وانضم إليهم غازي الضبيان واتباعه، وجاعد المجلاد (وقيل برجس المجلاد) واتباعه من الدهامشة، وابن صبر من السلاطين والصقور من عنزة، فاجتمعوا في بقعاء وعددهم نحو 600 مطية، فأغاروا على وجعان الراس من شيوخ شمر فأخذوا منه أموالًا كثيرة من الإبل والغنم والأثاث، فأشار يحيى بن سليم أمير عنيزة لعبد العزيز العليان: دعنا نرجع؛ فهذا العز والنصر كفاية، فأقسم ألا يرجع حتى يقاتل ابن رشيد في حائل، فتجهز يحيى بن سليم بجنودٍ كثيرة من أهل عنيزة وأتباعهم وتجهز عبد العزيز أمير بريدة بأهلِ بريدة وجميع بلدان القصيم فساروا إلى الجبل واجتمعوا على موضعِ ماء يسمى (بقعاء) شمال شرق حائل، ونزلت عنزة على ماء ساعد قريبا منهم.

## المعركة
عندما اشتد الخطر على ابن رشيد، أقبل إليه نعيس الطوالة شيخ فخذ الأسلم وقد بتر رجله عبيد بن رشيد، وصحن بن حمد آل علي شيخ فخذ عبدة وقالوا له: مهما فعلنا فنحن أبناء عمومة والخطر أضحى على القبيلة نفسها. عندها قسّم عبد الله بن رشيد جيشه من شمر وحرب وأهل الجبل إلى قسمين. وجه أحدهما بقيادة أخوه عبيد نحو الدهامشة، واستعد القسم الا‌خر بقيادته لملاقاة أهل القصيم. اما عبيد فشن غارته على الدهامشة قبل الفجر فحصل قتال عظيم بينهم واشتد بعد طلوع الشمس، ويحيى وعبد العزيز وشوكة أهل القصيم ينتظرون غارة عليهم في بقعاء إلى طلوع الشمس، فلما لم يأتهم أحدٌ والقتال راكد على أصحابهم، خاف كبار أهل القصيم من وقوع الهزيمه على الدهامشة، فاتجه يحيى بن سليم بالخفيف من رجالِ وأهل الشجاعة على أرجُلِهم نحو الدهامشة لمساعدتهم، وكان عبدالله ابن رشيد يرقبهم فلما اقتربوا منه انقض عليهم ومعه جنوده من شمر وحرب، وقد كان عبيد في تلك اللحظة قد هزم الدهامشة وأخذ منهم الإبل والأغنام، واتجه بعدها إلى أخيه عبد الله لملاقاة أهل عنيزة. فلما رأى أمير بريدة ذلك تراجع هو ورجاله وركب ركابهم وركاب أهل عنيزة وانهزموا دون قتال، وتركوا يحيى بن سليم ومن معه في مكانِهم لا ماء معهم ولا رِكابَ، فوقع القتال بين يحيى وابن رشيد إلى قريب الظهر إلى أن عطشوا وانهزموا.
أما يحيى بن سليم فقد وافاه خيّال من شمر فأعطاه فرسه وقال له انهزم عليها، فشكره قائلا: بيض الله وجهك، دلني إلى عبد الله بن رشيد، وكانت بينهم صحبة قديمة ظن يحيى أن بن رشيد يحتفظ بتلك الصحبة، وحين ماجلس عنده أتاه أحد أبنائه فقال له:إن عمي قد قتل، فغضب عبد الله بن رشيد لذلك فأخرج يحيى بن السليم من الصيوان وقتل صبرًا. وتذكر رواية أن عبيد لما أراد قتل يحيى السليم وكنيته (صعوط المجانين)، قال لعبيد:سوف أعطيك 50 ناقة واعتقني، فرفض عبيد، فقال: سأعطيك 100 ناقة، فرفض عبيد. فقال:سأعطيك 150 ناقة، فقال له عبيد بن رشيد:هل تلك النياق موجودة عندك، أم تريد أن تطلب المساعدة من أهل القصيم؟ فقال:لا، بل موجودة عندي. فقتله عبيد قائلا: مادام عندك 150 ناقة، لماذا تغزو شمر وتريد أخذ حلالهم؟ وقد قتل أيضًا في هذه المعركة الكثير من رؤساء أهل القصيم ووجهائهم وتجَّارهم، وغَنِمَ فيها ابن رشيد كثيرًا من المال والسلاح.

## مابعد المعركة ونتائجها
بعد تلك المعركة أقبل عبدالله السليم أخو يحيى من عند الأمير خالد بن سعود في الرياض وأصبح أميرًا على عنيزة، ثم أرسل عبد العزيز إلى أمراء القصيم وتشاوروا على المسير  ثانيًا، وأجمع أمرهم بتجهيز الرجال وبذل الأموال في طلب الثأر، فأرسلوا بالنفير العام إلى جميع بلدان القصيم، فبرزوا خارج بلدانهم واستلحقوا جميع غزواتهم وساروا قاصدين جبل شمر، وذلك في ذي القعدة، فوصلوا إلى الكهفة ولم يحصلوا على طائل ورجعوا إلى بلادهم. وبقي عبد الله حاكمًا على عنيزة إلى أن قتل في معركة الجوي ضد ابن رشيد في رمضان 1261 هـ/سبتمبر 1845م. وقد ذكر محمد بن ناصر العبودي في كتابه معجم أسر بريدة أن أهل القصيم اتهموا عربان عنزة من الدهامشة بأنهم تخلفوا عنهم، وأنه عندما احتدمت المعركة نادى ابن مجلاد شيخ الدهامشة بأعلى صوته:«يا القصمان ترى مافي مهاش» أي لامجال للحرب، وكان أهل القصيم يعتمدون على خيالة عنزة في مقاومة خيالة شمر، لأن أهل الحضر كانوا من جنود المشاة والرماة. وبعد هذه الوقعه انزاح الكثير من الدهامشة من قبيلة عنزة شمالا‌، وانتهى تحالفهم مع أهل القصيم.

## الملاحظات
1. ↑  وجعان الراس لقب لسعد بن مسلط بن فهاد شيخ الفايد من شمر، ولقب بذلك لن رأسه أوجعه ذات مرة، فلم يشف من الصداع سوى القتال، وله ذرية يسمون الوجعان. راجع مجلة المختلف، نوفمبر 2000[10]
2. ↑  ذكر أل عبيد أن المقصود بالقتل هو عمه عبيد،[13] بينما ذكر خليف الشمري أن المقصود هو عمه الجرادي أخو عبد الله وعبيد وعبد العزيز من أمهم علياء الحميان[1]